# Jacques Haitkin
Jacques Adam Haitkin (29 de agosto de 1950 - 21 de marzo de 2023)   fue un director de fotografía estadounidense. Fue más conocido como el director de fotografía de la película de terror de Wes Craven, A Nightmare on Elm Street.
Haitkin estudió en la escuela de cine de la Universidad de Nueva York y en el American Film Institute, y se graduó en 1975.  Era conocido principalmente como director de fotografía de películas de terror, especialmente por películas de Craven y Jack Sholder.
También trabajó como director de fotografía adicional o de segunda unidad en The Expendables, X-Men: First Class, X-Men: The Last Stand, Furious 7, Teenage Mutant Ninja Turtles: Out of the Shadows, Captain America: Civil War, Kong: La isla Calavera y El destino de los furiosos.
Haitkin murió en su comunidad de vida asistida en Portola Gardens en San Francisco, California, el 21 de marzo de 2023, a la edad de 72 años. Murió por complicaciones relacionadas con la ELA y la leucemia.  

## Filmografía
- Hot Dogs for Gauguin (1972)
- Hot Tomorrows (1977)
- They Went That-A-Way & That-A-Way (1978)
- The Prize Fighter (1979)
- The Hitter (1979)
- The Private Eyes (1980)
- The Girl, the Gold Watch & Everything (1980)
- St. Helens (1981)
- Galaxy of Terror (1981)
- The House Where Evil Dwells (1982)
- Last Plane Out (1983)
- Making the Grade (1984)
- A Nightmare on Elm Street (1984)
- The Lost Empire (1984)
- A Nightmare on Elm Street 2: Freddy's Revenge (1985)
- Quiet Cool (1986)
- The Hidden (1987)
- Cherry 2000 (1987)
- To Die For (1989)
- Cage (1989)
- Shocker (1989)
- The Ambulance (1990)
- Buried Alive (1990)
- Fast Getaway (1991)
- We're Talking Serious Money (1991)
- Mom and Dad Save the World (1992)
- Maniac Cop III: Badge of Silence (1993)
- Relentless 3 (1993)
- The Silence of the Hams (1994)
- Scanner Cop (1994)
- The Force (1994)
- Evolver (1995)
- Fist of the North Star (1995)
- Bloodsport II: The Next Kumite (1996)
- Buried Alive II (1997)
- Wishmaster (1997)
- Team Knight Rider (1997–1998) TV series, 14 episodes
- The Last Man on Planet Earth (1999)
- The Base (1999)
- The Apartment Complex (1999)
- The Chaos Factor (2000)
- Blowback (2000)
- Son of the Beach (2000) TV series, 3 episodes
- Faust: Love of the Damned (2000)
- Rocket's Red Glare (2000)
- A Month of Sundays (2001)
- Storm Watch (2002)
- Bad Karma (2002)
- Shut Up and Kiss Me (2004)
- Art Heist (2004)
- 12 Days of Terror (2004)
- The Curse of El Charro (2005)
- The Haunting Hour: Don't Think About It (2007)
- Clean Break (2008)